# Lapeirousia pyramidalis
Lapeirousia pyramidalis är en irisväxtart som först beskrevs av Jean-Baptiste de Lamarck, och fick sitt nu gällande namn av Peter Goldblatt. Lapeirousia pyramidalis ingår i släktet Lapeirousia och familjen irisväxter.

## Underarter
Arten delas in i följande underarter:
- L. p. pyramidalis
- L. p. regalis